# Condado de Maries
O Condado de Maries é um dos 114 condados do estado americano de Missouri. A sede do condado é Vienna, e sua maior cidade é Vienna. O condado possui uma área de 1 373 km² (dos quais 6 km² estão cobertos por água), uma população de 8 903 habitantes, e uma densidade populacional de 7 hab/km² (segundo o censo nacional de 2000). O condado foi fundado em 1855.